# Bill Sage
Bill Sage, rodným jménem William Sage III (* 17. července 1962) je americký herec.

## Život
Narodil se v New Yorku a studoval na Newyorské státní universitě v Purchase. Svou filmovou kariéru zahájil počátkem devadesátých let, kdy spolupracoval s režisérem Halem Hartleyem. Hrál v několika jeho filmech, například Vzájemná důvěra (1990), Teorie úspěchu (1991) a Simple Men (1992). Později hrál v mnoha filmech dalších režisérů.

## Filmografie
- Vzájemná důvěra (1990)
- Teorie úspěchu (1991)
- Ctižádost (1991)
- Zákony přitažlivosti (1992)
- Simple Men (1992)
- Flirt (1993)
- Ztraceni na Manhattanu (1996)
- Střelila jsem Andyho Warhola (1996)
- Ochránce (1996)
- Vrcholné umění (1998)
- Unaven zemřít (1998)
- Somewhere in the City (1998)
- Insider: Muž, který věděl příliš mnoho (1999)
- Americké psycho (2000)
- Riziko (2000)
- Stát se hvězdou (2001)
- Nic takového (2001)
- Na texaské hranici (2001)
- Hřích (2003)
- Mysterious Skin (2004)
- Shooting Vegetarians (2005)
- Dívka z planety Pondělí (2005)
- Pád nebes (2006)
- Všechno nebo nic (2007)
- Tennessee (2008)
- Krásný Harry (2009)
- Hrdina ulice (2010)
- Elektrické děti (2012)